# Cara Delevingne
Cara Jocelyn Delevingne (/ˈkɑːrə dɛləˈviːn/ KAH-rə del-ə-veen; n. 12 august 1992) este un fotomodel, actriță și cântăreață engleză. Ea a semnat un contract cu Storm Model Management în 2009. În 2012 și 2014, Delevingne a câștigat premiul "Modelul anului" din partea British Fashion Awards și a apărut în show-uri pentru case ca Burberry, Mulberry, Dolce & Gabbana și Jason Wu. Și-a început cariera în actorie cu un rol minor în ecranizarea din 2012 Anna Karenina. Ea a jucat rolul lui Margo Roth Spiegelman în filmul Paper Towns și a apărut în filmul cu supereroi Suicide Squad din 2016.
În 2014, Delevingne s-a clasat pe locul 6 în topul modelelor după venituri în acel an, cu câștiguri de $3,5 milioane (£2,25 milioane). Tot în 2014, Delevingne s-a clasat pe locul 13 în topul „cele mai dorite femei” realizat de AskMen.

## Biografie

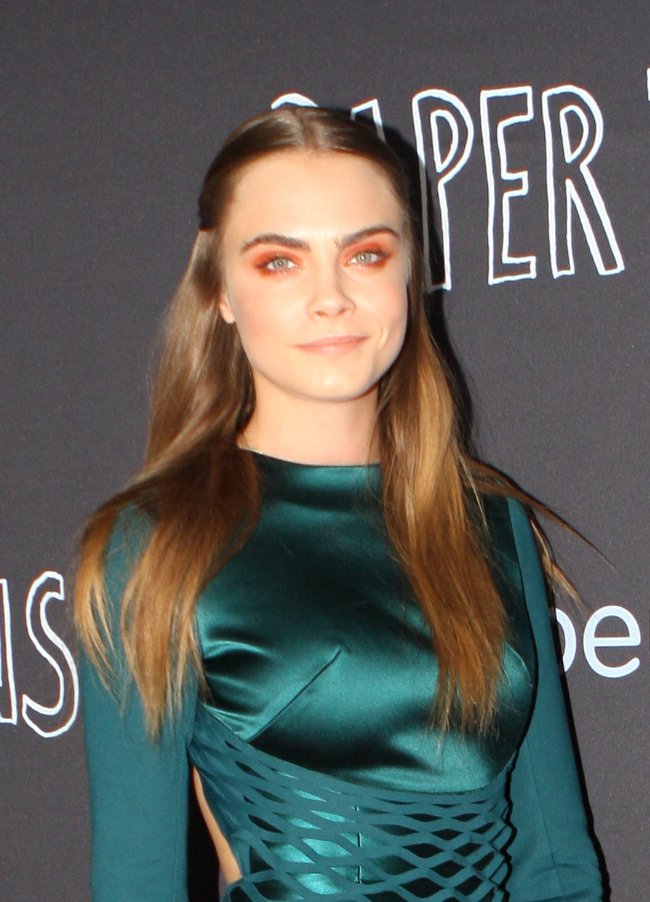
Delevingne în iulie 2015

Cara Delevingne s-a născut pe 12 august 1992 în Hammersmith, un district din vestul Londrei. Ea este cea mai mică dintre cele trei fiice ale soților Pandora Anne Delevingne (n. Stevens) și Charles Hamar Delevingne, un influent dezvoltator imobiliar din Anglia. Cara a crescut în Belgravia, Londra, cartier notabil pentru proprietățile sale rezidențiale foarte scumpe, de altfel unul dintre cele mai bogate cartiere din lume.
Cara are două surori mai mari, Chloe și modelul Poppy Delevingne. Nașul ei de botez este directorul Condé Nast, Nicholas Coleridge iar nașa sa este actrița Joan Collins. Pe linie maternă, bunicul Carei a fost Sir Jocelyn Stevens, directorul editorial și președintele English Heritage, nepot al editorului de reviste Edward George Warris Hulton și al proprietarului de ziar Edward Hulton. Bunica ei maternă, Janie Sheffield, a fost doamnă de onoare a Prințesei Margaret, Contesă de Snowdon. Străbunicul ei patern a fost politicianul britanic, originar din Canada, Hamar Greenwood, Viconte de Greenwood. Printr-unul din stră-străbunicii ei materni, Delevingne se trage din baroneții anglo-evrei Faudel-Phillips; doi dintre strămoșii ei pe acea linie au ocupat funcția de Lord Mayor of London.
A a urmat cursurile școlii de fete Francis Holland din centrul Londrei, până la vârsta de 16 ani, înainte de a se transfera la școala Bedales din Hampshire. Cara suferă de dispraxie și, în consecință, a avut dificultăți pe parcursul anilor de școală. În iunie 2015, într-un interviu pentru revista Vogue, s-a deschis în ceea ce privește apogeul luptei ei cu depresia, pe când avea 15 ani. Aceasta declara: "Am fost lovită de un val masiv de depresie și anxietate și ură de sine, astfel că emoțiile erau atât de dureroase încât m-aș fi lovit cu capul de un copac să mă fac praf". La 16 ani, după definitivarea examenelor GSCE, s-a mutat la școala Bedales din Hampshire, pentru a se concentra pe teatru și muzică. După un an a renunțat și a urmat cariera surorii ei mai mari, Poppy, în modeling.

## Viața personală
Delevingne se autoidentifică ca fiind bisexuală.
În iunie 2015, ea a confirmat că este într-o relație cu muziciana americană Annie Clark, cunoscută după numele de scenă St. Vincent, după ce anterior a fost într-o relație cu actrița Michelle Rodriguez.. Cele două s-au despărțit în septembrie 2016. Din anul 2018, Cara Delevingne are o relație cu actrița Ashley Benson.

## Filmografie

### Film
| An   | Titlu                                     | Rol                                          | Note           |
| ---- | ----------------------------------------- | -------------------------------------------- | -------------- |
| 2012 | Anna Karenina                             | Prințesa Sorokina                            |                |
| 2014 | Reincarnation by Chanel                   | Naughty Barmaid Empress Elisabeth of Austria |                |
| 2014 | The Face of an Angel                      | Melanie                                      |                |
| 2015 | Paper Towns                               | Margo Roth Spiegelman                        |                |
| 2015 | Pan                                       | Mermaid                                      |                |
| 2015 | Kids in Love                              | Viola                                        | Post-producție |
| 2015 | Tulip Fever                               | Henrietta                                    |                |
| 2015 | London Fields                             | Kath Talent                                  |                |
| 2016 | Suicide Squad                             | June Moone / Enchantress                     |                |
| 2017 | Valerian și orașul celor o mie de planete | Laureline                                    |                |
| 2017 | Tulip Fever                               | Annetje                                      |                |
| 2018 | London Fields                             | Kath Talent                                  |                |
| 2018 | Her Smell                                 | Cassie                                       |                |

### Televiziune
| An   | Titlu                                  | Rețea       | Rol                | Note                | Ref.          |
| ---- | -------------------------------------- | ----------- | ------------------ | ------------------- | ------------- |
| 2012 | The Victoria's Secret Fashion Show     | CBS         | Ea însăși          | Film TV             | [ 41 ]        |
| 2014 | Playhouse Presents                     | Sky plc     | Chloe              | Episodul "Timeless" | [ 39 ] [ 42 ] |
| 2014 | The Feeling Nuts Comedy Night          | Channel 4   | Ea însăși          | Film TV             |               |
| 2015 | Lorraine                               | ITV         | Ea însăși          | Film interviu       | [ 43 ]        |
| 2015 | The Graham Norton Show                 | BBC         | Ea însăși          | Invitat             | [ 44 ]        |
| 2015 | The Project                            | Network Ten | Ea însăși          | Invitat             | [ 45 ]        |
| 2015 | El Hormiguero                          | Atresmedia  | Ea însăși          | Invitat             | [ 46 ]        |
| 2015 | The Tonight Show Starring Jimmy Fallon | NBC         | Ea însăși          | Invitat             | [ 47 ]        |
| 2015 | Late Night with Seth Myers             | NBC         | Ea însăși          | Invitat             | [ 48 ]        |
| 2015 | Live! with Kelly and Michael           | WABC-TV     | Ea însăși          | Invitat; 2 episoade | [ 49 ]        |
| 2015 | The Today Show                         | NBC         | Ea însăși          | Invitat             | [ 50 ]        |
| 2019 | Carnival Row                           |             | Vignette Stonemoss | Rol principal       | [ 51 ]        |

### Videoclipuri
| Ab   | Artist                                 | Titlu                |
| ---- | -------------------------------------- | -------------------- |
| 2010 | Bryan Ferry                            | "You Can Dance"      |
| 2010 | Bryan Ferry                            | "Shameless"          |
| 2014 | Die Antwoord                           | "Ugly Boy"           |
| 2015 | ASAP Ferg                              | "Dope Walk"          |
| 2015 | Donnie Trumpet & The Social Experiment | "Nothing Came to Me" |
| 2015 | Taylor Swift                           | "Bad Blood"          |

### Jocuri video
| An   | Titlu              | Rol                            | Note |
| ---- | ------------------ | ------------------------------ | ---- |
| 2013 | Grand Theft Auto V | Non-Stop-Pop FM DJ (ea însăși) | Voce |

## Premii și nominalizări
| An   | Premii                          | Categorie                        | Recipient       | Rezultat     |
| ---- | ------------------------------- | -------------------------------- | --------------- | ------------ |
| 2012 | British Fashion Awards          | Model of the Year                | Ea însăși       | Câștigat     |
| 2014 | British Fashion Awards          | Model of the Year                | Ea însăși       | Câștigat     |
| 2014 | Capricho Awards                 | More Style                       | Ea însăși       | Nominalizare |
| 2014 | Capricho Awards                 | Best Instagram                   | @CaraDelevingne | Nominalizare |
| 2014 | Young Hollywood Awards          | You're So Fancy                  | Ea însăși       | Nominalizare |
| 2014 | British Independent Film Awards | Most Promising Newcomer          | Ea însăși       | Nominalizare |
| 2015 | Elle Style Awards               | Breakthrough Actress             | Ea însăși       | Câștigat     |
| 2015 | CinemaCon Awards                | Rising stars                     | Paper Towns     | Câștigat     |
| 2015 | Teen Choice Awards              | Choice Movie: Breakout Star      | Paper Towns     | Câștigat     |
| 2015 | Teen Choice Awards              | Choice Summer Movie Star: Female | Paper Towns     | Câștigat     |
| 2015 | Teen Choice Awards              | Choice Female Hottie             | Ea însăși       | Nominalizare |
| 2015 | Teen Choice Awards              | Choice Model                     | Ea însăși       | Nominalizare |